# یوجین فیتزربرت
یوجین فیتزربرت (انگلیسی: Eugene Fitzherbert، زاده شده به‌نام هوراس، که بعداً به یوجین تغییر نام داد و سپس با نام مستعار فلین رایدر شناخته شد) یک شخصیت تخیلی است که در گیسوکمند (۲۰۱۰) پنجاهمین فیلم بلند پویانمایی از استودیوی انیمیشن والت دیزنی، فیلم کوتاه آن گیسوکمند تا ابد (۲۰۱۲) و مجموعه تلویزیونی ماجراجویی راپانزل گیسوکمند در سال ۲۰۱۷ ظاهر می‌شود. صداپیشگی این شخصیت بر عهده بازیگر آمریکایی زکری لی‌وای است که پس از اطلاع از اینکه صدای خوانندگی او را نیز ارائه خواهد کرد، تصمیم گرفت برای این نقش هنرآزمایی کند. دوئت لوی با خواننده و همبازی‌اش مندی مور، «حقیقت بر من روشن می‌شود»، به اولین ترانهٔ حرفه‌ای ضبط شده این بازیگر تبدیل شد.
فلین که بر اساس شاهزاده در افسانه راپانزل از برادران گریم ساخته شده‌است، یک دزد است که تحت پیگرد قانونی قرار دارد و پس از دزدیدن تاج از قصر به برج راپانزل پناه می‌برد. راپانزل از فلین باج‌گیری می‌کند تا او را به موقع برای دیدن فانوس‌های شناور پادشاهی برای تولد هجده سالگی‌اش ببرد. فلین به تدریج عاشق راپانزل می‌شود و نظرش را تغییر می‌دهد. فلین توسط کارگردانان ناتان گرنو و بایرون هاوارد خلق شد زیرا آنها احساس می‌کردند که راپانزل زندانی به کسی نیاز دارد که او را از برج بیرون کند. او به عنوان یک دزد در مقابل یک پرنس چارمینگ به تصویر کشیده شد تا به یک شخصیت خنده دارتر و پرخاشگر تبدیل شود. فلین که در ابتدا به عنوان یک کشاورز بریتانیایی نوشته شده بود، در نهایت با الهام از شخصیت‌های خیالی هان سولو و ایندیانا جونز و بازیگران جین کلی و ارول فلین به یک دزد شمشیربه‌دست تبدیل شد. نام فلین رایدر از بازیگر استرالیایی ارول فلین گرفته شد.
یوجین بین منتقدان فیلم اختلاف ایجاد کرده‌است. در حالی که برخی از منتقدان از طنز، سرکشی و طعنه پرطراوت شخصیت در مقایسه با شاهزادگان سنتی دیزنی لذت بردند، برخی دیگر شخصیت او را آزاردهنده و نفرت‌انگیز دانستند. علاوه بر این، یوجین به شدت متهم شده‌است که به عنوان یک ابزار بازاریابی توسط دیزنی برای جذب مخاطبان مرد بیشتر به گیسوکمند مورد سوء استفاده قرار گرفته‌است. با این حال، هم رابطه کمدی عاشقانه این شخصیت با راپانزل و هم اجرای آوازی لوی مورد تحسین گسترده قرار گرفته‌است.